# Regione geografica

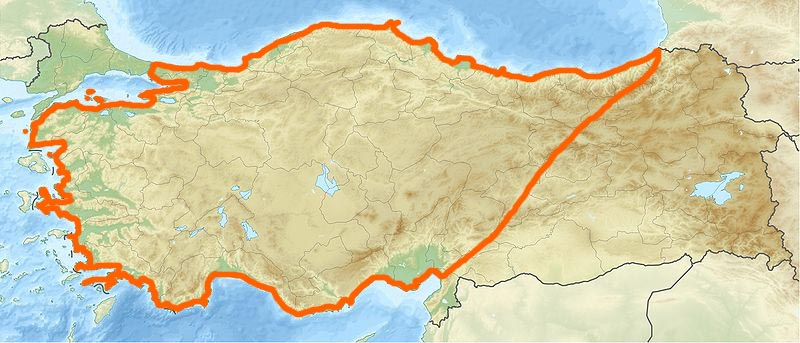
L'Anatolia, esempio di regione geografica (in rosso), non corrispondente a confini politici (altre linee)

Una regione geografica o regione fisica, o brevemente regione, è un'ampia estensione di superficie terrestre distinta per caratteristiche proprie che possono variare dalla conformazione del terreno alla posizione geografica, al clima, alla fauna, alla flora, fino a caratteristiche dipendenti dall'azione dell'uomo, cioè cultura, storia e lingua. 
Pertanto può coincidere in tutto o in parte con le regioni storiche, quali antiche contee e feudi, che spesso venivano individuati proprio da omogeneità antropologica, territoriale e confini naturali, cioè erano regioni naturali assurte, in un determinato periodo storico, a regione amministrativa.
Essa, e ancor più la regione storico-geografica, è perciò un'area individuata dalla combinazione di fattori ambientali  rappresentati da un paesaggio o un insieme di paesaggi, e plasmata da azioni umane, in ispecie il genere di vita, cioè l'insieme di componenti e comportamenti sociali metodici e continuativi di quel territorio. 
La componente ambientale della regione ha una doppia valenza perché da un lato permette lo sviluppo di alcuni fattori a scapito di altri, dall'altra conserva i risultati delle precedenti combinazioni condizionando le popolazioni future.

## Etimologia
Il termine regione deriva dal latino regio. Nel 1780 la regione era definita come "una grande distesa di terra abitata da più popoli contigui di una stessa nazione, che ha confini e limiti e che è di solito assoggettata a un re o un despota" (Encyclopédie, 1780). Eppure già dalla metà dello stesso secolo il Buache proponeva di superare questa definizione proponendo che la regione fosse naturalmente costituita da un bacino fluviale. L'acquisizione dei canoni positivistici in geografia attraverso l'opera di Alexander von Humboldt, Carl Ritter e Friedrich Ratzel porta la geografia a considerare con ordine i fenomeni fisici, classificarli e inquadrarli in una visione totale.
Con Paul Vidal de la Blache all'inizio del Novecento le posizioni si invertono: in primo luogo il compito del geografo non è più la teorizzazione ed in secondo luogo la geografia regionale assume una posizione emergente. Egli considera maggiormente il rapporto tra uomo e territorio. Lucien Febvre, che teorizza Vidal de la Blanche, elabora il concetto secondo cui la natura non è solo un vincolo per l'uomo, ma crea possibilità. Le comunità scelgono, in base a cultura, tecnologia e circostanze storiche, le possibilità offerte da territorio trasformando l'uomo in fattore geografico.
Juillard (1962) fissando i lavori di Sorre, Renato Biasutti e Umberto Toschi, giunge ad indicare nella ricerca del paesaggio la discriminante per la determinazione della regione. Il paesaggio però può essere comune a più regioni.
La combinazione tra paesaggio geografico e genere di vita crea la regione.

## Tipi di regioni geografiche
Tipi di regioni geografiche sono i seguenti:
- regione naturale: regione geografica i cui confini sono delineati chiaramente da entità geografiche (montagne, mari, fiumi ecc.);
- regione storica: regione geografica identificata secondo criteri storico-culturali;
- regione continentale: regione geografica che si estende su territori quasi esclusivamente, o del tutto, non appartenenti ad isole;
- regione insulare: regione geografica che si estende su una o più isole del mare ed eventualmente sulle acque che le separano e le circondano;
- regione istmica: regione geografica che si estende su un istmo;
- regione marina: regione geografica che si estende esclusivamente sul mare.

## Regione geografica, politica e nazionale
Non bisogna confondere la regione geografica (talora denominata con un aggettivo che si riferisce a una specifica nazione o a un popolo, che può risultare talora fuorviante), lo Stato, e la Nazione.

### Regione geografica
La regione geografica è delimitata da confini fisici che sono rappresentati dalle coste marine, dal corso dei fiumi e dalle catene montuose (o per meglio dire dallo spartiacque e quindi sempre dall'acqua). Le grandi isole e gli arcipelaghi rappresentano casi di facile identificazione di regioni geografiche: si pensi in Europa alla Gran Bretagna, all'Irlanda, all'Islanda. Anche le grandi penisole, quando sono delimitate nel punto di attacco all'area continentale da catene montuose, sono agevolmente identificabili. Si possono citare al riguardo in Europa le penisole iberica e italiana. Tuttavia, i confini fisici sono spesso incerti, discutibili o addirittura del tutto assenti.

### Confini di Stato
Al contrario, i confini statali sono ben definiti e riconosciuti da accordi internazionali. Lo Stato è, infatti, un'entità giuridico-politica che ha sovranità su un territorio dai confini certi. Il suo territorio e il tracciato dei suoi confini sono sanciti da atti ufficiali di diritto internazionale. Alla base dello Stato vi deve essere, infatti, la presenza congiunta di tre elementi fondamentali: il popolo, il territorio, la sovranità.

### Nazione
Al contrario dei confini statali, i confini delle nazioni sono nebulosi e controversi. La nazione è definita convenzionalmente come insieme di genti che condividono in tutto o in parte vari elementi come origine, lingua, cultura, etnia, religione, identità, storia e che abitano in un dato territorio. Il territorio secondo alcuni autori sarebbe un elemento essenziale per connotare una nazione, mentre secondo altri non sarebbe indispensabile. Questa tesi è stata sostenuta soprattutto con riferimento ai periodi storici delle grandi migrazioni. Si cita spesso a questo riguardo il caso del popolo rom che avrebbe una propria identità nazionale pur essendo sempre stato privo, almeno in Europa, di un proprio territorio.
L'Islanda, come nazione insulare, rappresenta in Europa un'eccezione, dato che offre una coincidenza perfetta fra regione geografica, stato e nazione.

## Continenti
Tradizionalmente si divide la Terra in sei aree geografiche chiamate continenti: Europa, Africa, Asia, America, Oceania e Antartide. Esistono anche altre convenzioni per dividere la Terra in continenti.

## Macroregioni
A loro volta i continenti, per convenzione, sono divisi ulteriormente in aree geografiche dette anche macroregioni o subregioni.

### Macroregioni ONU
Lo schema geografico – geoschema – delle Nazioni Unite è un sistema che divide le nazioni del mondo in gruppi regionali e subregionali. Questo geoschema fu realizzato dal United Nations Statistics Division (UNSD) ed è basato sul codice di classificazione M49.
L'UNSD distingue tre livelli più il paese: regione, sub-regione, regione intermedia e paese o area; ad esempio: Africa (regione), Africa subsahariana (sub-regione), Africa meridionale (regione intermedia) e Botswana (paese o area).

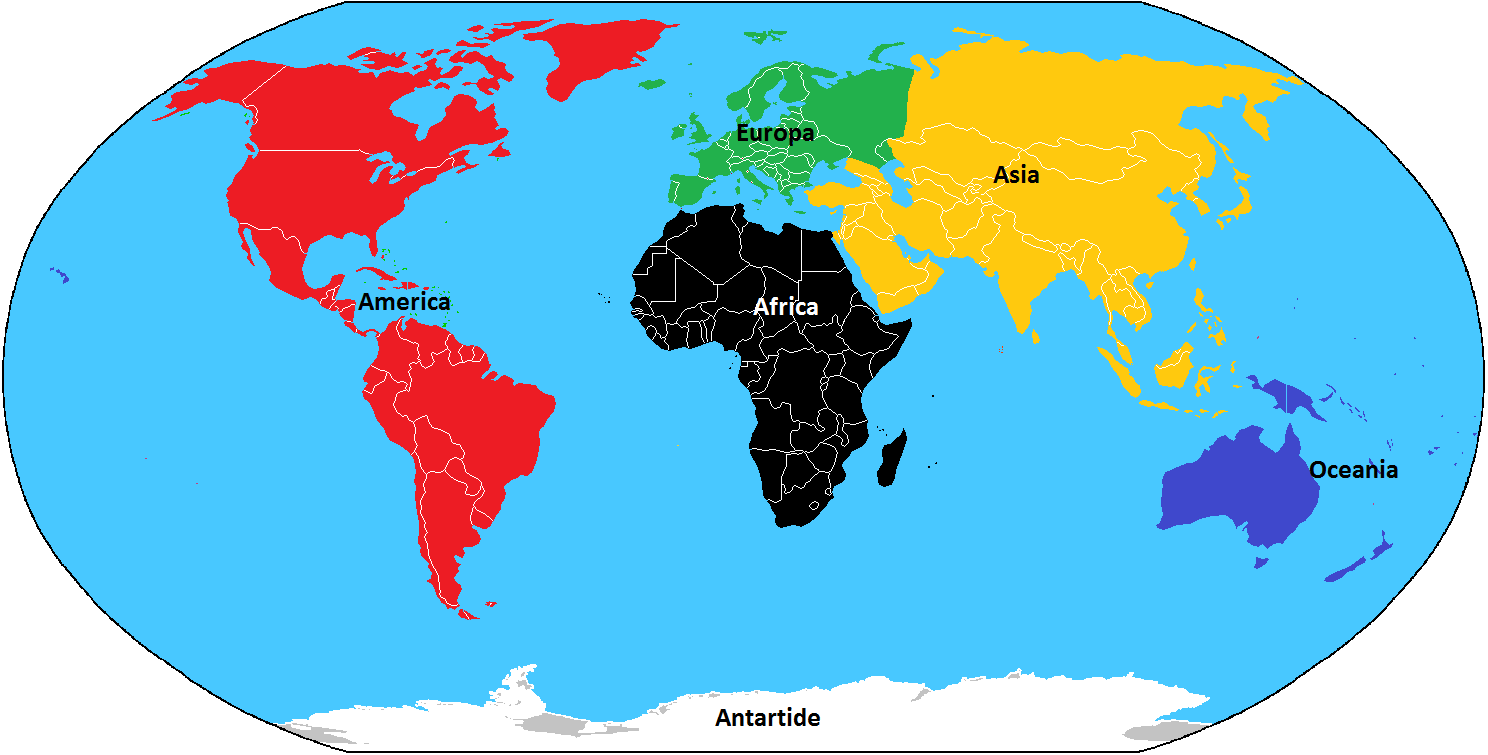
Lo schema a 6 continenti adottato dalle Nazioni Unite:
Africa
Americhe
Antartide
Asia
Europa
Oceania

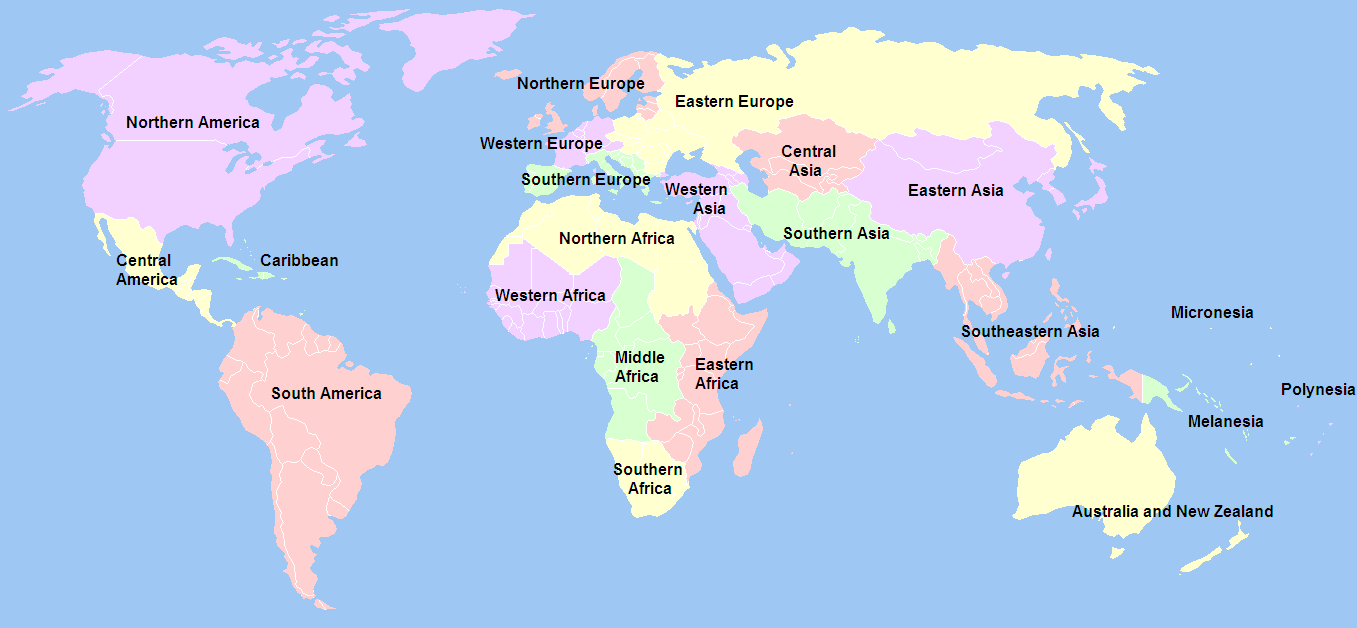
Lo schema adottato dalle Nazioni Unite con l'indicazione delle subregioni

     Africa
     Americhe
     Antartide
     Asia
     Europa
     Oceania

### Altre divisioni
Storicamente sono poi state individuate molte altre Subregioni. Qui di seguito ne sono riportate le principali:
- Africa
  - Grandi Laghi
  - Guinea
  - Corno d'Africa
  - Maghreb
  - Medio Oriente
  - Regione subsahariana
  - Sudan
- America
  - America settentrionale
  - America centrale
  - America meridionale
- Asia
  - Medio Oriente
  - Estremo Oriente
  - Subcontinente indiano
  - Indocina
  - Anatolia
  - Caucaso[3]
  - Penisola araba
  - Sudest asiatico
- Europa
  - Balcani
  - Benelux
  - Regione geografica italiana
  - Scandinavia
  - Penisola Iberica
- Oceania
  - Oceania vicina
  - Oceania lontana

## Aree geografiche nazionali
Tradizionalmente il territorio di ciascuno stato è diviso in aree geografiche a livello nazionale. Tipiche sono le divisioni in base alla latitudine (nord, centro, sud), come in Italia, o in base alla longitudine (ovest, centro, est), come negli Stati Uniti.
Le divisioni minori, non necessariamente formate da zone dipendenti dalla stessa unità amministrativa e spesso individuate in base a caratteristiche storico-culturali, sono numerosissime nella maggior parte degli stati del mondo.